# (20735) 1999 XU169
1999 أكس يو 169 (ويعرف أيضًا باسم (20735) 1999 أكس يو 169 وفق تسمية الكوكب الصغير) (بالإنجليزية: 1999 XU169)‏ هو كويكب ضمن حزام الكويكبات؛ وترتيبه 20735 من حيث الاكتشاف.
اكتُشف هذا الجُرم الفلكي بواسطة بحث لنكولن عن الكويكبات القريبة من الأرض في 10 ديسمبر 1999.

## وصلات خارجية
- (20735) 1999 XU169 في قاعدة بيانات مختبر الدفع النفاث لأجرام النظام الشمسي الصغيرة

- الاكتشاف · مخطط المدار ·  العناصر المدارية · المعلمات المادية

- (20735) 1999 XU169 على موقع ويكي سكاي: DSS2, SDSS, GALEX, IRAS, Hydrogen α, X-Ray, Astrophoto, Sky Map, Articles and images